# Ingravescentibus Malis
 Ingravescentibus Malis  è un'enciclica di papa Pio XI, promulgata il 29 settembre 1937, e diretta a motivare nella Chiesa cattolica la recita del Rosario della Vergine Maria, soprattutto in relazione al fatto che non solo nel passato, ma anche ai nostri giorni non minori pericoli che nel passato sovrastano la società religiosa e civile.